# 10849 Onigiri
10849 Onigiri este o planetă minoră (asteroid), cu un diametru de 4,349 km, din centura de asteroizi. A fost descoperită pe 25 ianuarie 1995 la  de Satoru Ōtomo și a fost numită după onigiri⁠(d). 
Obiectul prezintă o orbită caracterizată de o semiaxă mare de 2,2470484 UAi, o excentricitate de 0,08, o înclinație de 3,61696 ° în raport cu ecliptica.